# 全溶
株式会社 全溶（ぜんよう）は、東京都練馬区に本社を置き、主に鉄道レール溶接を業務とする会社である。
1958年（昭和33年）に溶接を主業務として創業し、鉄筋ガス圧接を兼業している時期もあったが、その後は鉄道レール溶接を主業務とする。JR東日本や東京メトロ、東京都交通局、西武鉄道、阪神電鉄、京阪電鉄などが主な取引先企業である。1977年（昭和52年）以来、日本国外においても溶接の技術指導を行っている。

## 施工技術
（本節の参考文献 - 「施工技術」『株式会社 全溶』。2009年10月28日閲覧。）
- ガス圧接
- フラッシュバット溶接
- テルミット溶接
- エンクローズアーク溶接
- レール探傷検査

## 主な施工工事実績
（本節の参考文献 - 「工事実績」『株式会社 全溶』。2009年10月28日閲覧。）
- 1969年 - 西武鉄道 ガス圧接
- 1973年 - 湖西線 レール溶接
- 1976年 - 上越新幹線 レール溶接
- 1978年 - 東北新幹線 レール溶接
- 1984年 - 青函トンネル レール溶接
- 1987年 - 瀬戸大橋（本州四国連絡橋、児島 - 坂出）ロングレール化工事
- 1990年 - JR東日本東京レールセンターでロングレール製作
- 2004年 - つくばエクスプレス レール溶接

## 歴史
（本節の参考文献 - 「会社概要 / 沿革」『株式会社 全溶』。2009年10月28日閲覧。）
- 1958年3月 - 有限会社関東ガス圧接工業所として、栃木県宇都宮市で創業。
- 1958年11月 - 東京都新宿区に移転。
- 1959年9月 - 社名を関東ガス圧接株式会社に変更。
- 1966年6月 - 東京都練馬区に移転。
- 1976年4月 - 社名を株式会社全溶に変更。
- 2008年3月 - 創立50周年。